# ナン

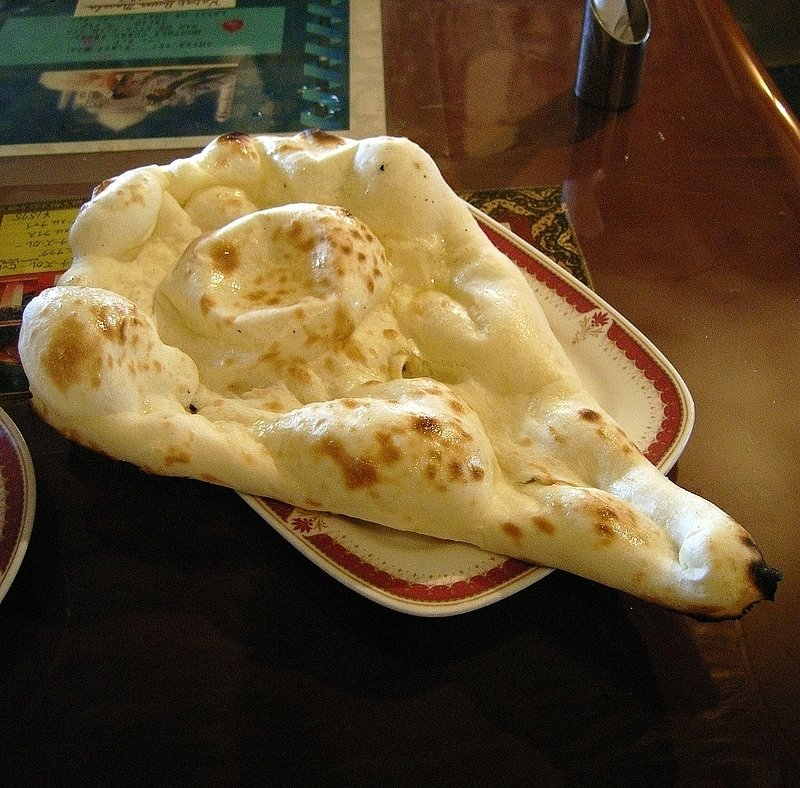
日本におけるインド料理店のナーン

ナン（饢、ペルシア語、ウルドゥー語、ウイグル語 نانナーン、ヒンドゥスターニー語 nān / नान / نان ナーン、タミル語 நான் nān、英語 naan/nan ナーン/ナン）は、発酵後窯焼きされるフラットブレッドで、西アジア、南アジア、中央アジア、東南アジアの一部やカリブ海地域の料理でしばしば供される。
現在のイランを起源とし、その後メソポタミア、古代エジプト、インド亜大陸に伝わったと考えられる。語源はペルシア語。
小麦粉と塩、水、酵母を主材料とするが、地域によってはヨーグルト、牛乳、油脂、時には鶏卵、少量の砂糖、スパイス類が加えられることがある。

## 各国のナン

### イラン

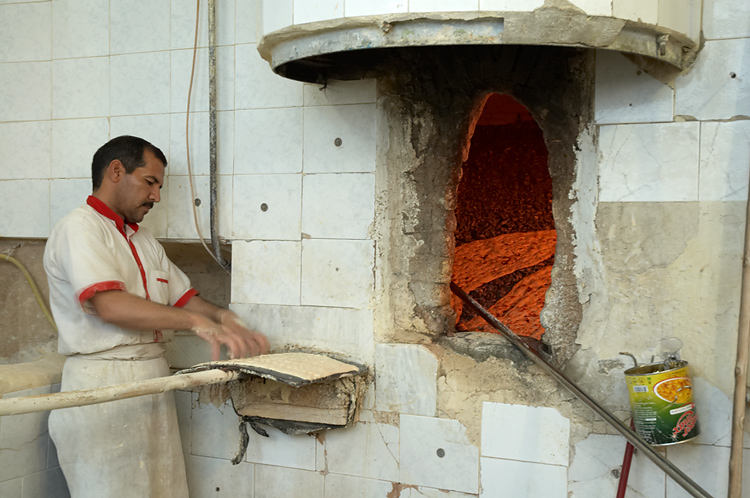
ナーネ・サンギャクを焼く男性、テヘランにて

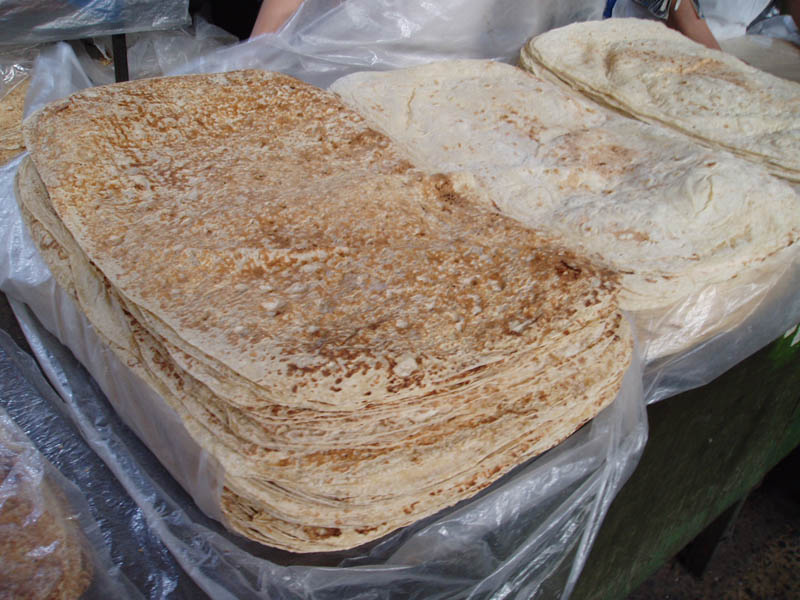
ナーネ・ラヴァーシュ、エレバンにて

ペルシア語では、「ナーン」（口語では「ヌーン」と発音する事もある）とはパン類全般を指す単語である。小麦粉を使った一部の菓子類を指す場合にも使われることがある。例えば、揚げ菓子の一種ハトゥン・パンジェレはナーン・パンジェレとも呼ばれる。
主な種類は次のとおり。
ナーネ・バルバリー（نان بربری）
厚みと噛み応えがあり、楕円形に細長い。しばしば風味付けのためにゴマがまぶされる。
ナーネ・シールマール（نان شیرمال）
ナーネ・バルバリーと似ているが、乳と砂糖が入る。
ナーネ・ラヴァーシュ（نان لواش）
ごく薄く延ばして焼き、保存するためのナン。アルメニアでも作られている。
ナーネ・サンギャク（نان سنگک）
小麦粉の全粒粉で作ったナン。
ナーネ・ギースー（نان گیسو）
アルメニア人が復活祭に食べる甘い三つ編みパン。チョレグとも。

### アフガニスタン

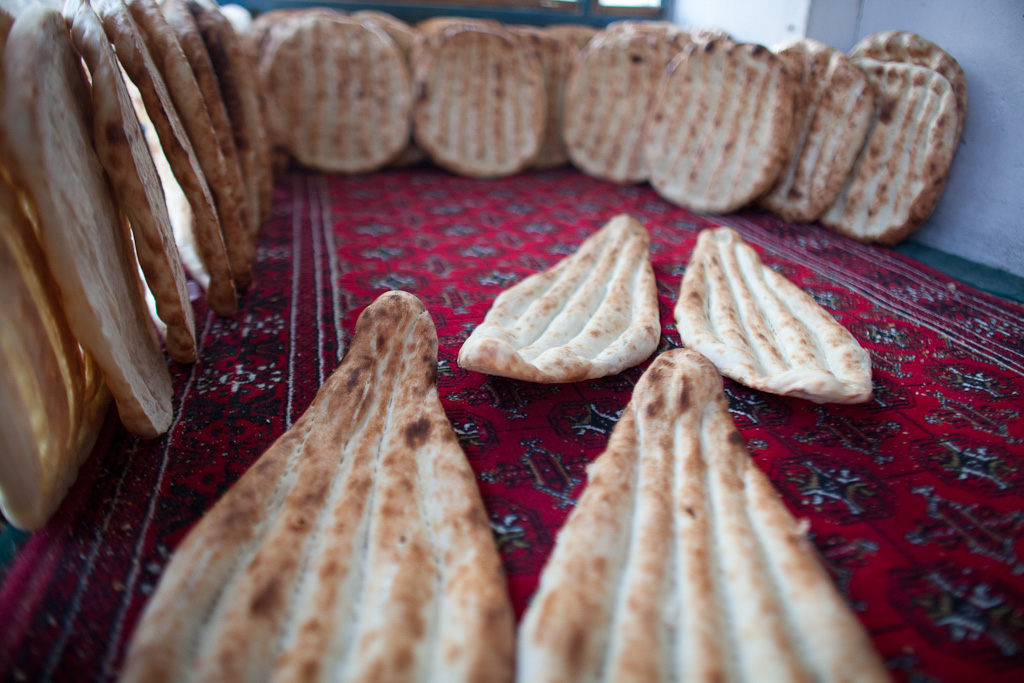
アフガニスタンのナーン

ダリー語でも、「ナーン」は「パン」の意。ウズベク語では「ノン」（non）という。全粒粉で作ることが多い。主な種類は次のとおり。
ナーン（نان）
全粒粉で作ったナン。生地にヨーグルトや乳、卵は入らない。焼く前に、女性が作る場合は指で、男性が作る場合は刃のある道具でへこみをつけ、胡麻やニオイクロタネソウの種をふりかける。
ナーネ・ウズベキー（نان ازبکی）
ウズベク人のナン。円形で少し厚め、釘や針金を埋め込んだスタンプで模様をつけ、溶き卵や乳を塗ってつやを出す。
ナーネ・ロウガニー（نان روغنی）
上記のナンの生地に油脂が入ったもの。溶き卵を塗ってつやを出す。
ナーネ・ラワウシャ（نان لووشه）
イランのナーネ・ラヴァーシュと同様の、ごく薄いナーン。
ナーネ・パラーター（نان پراتا）
砂糖をまぶした薄い揚げパン。精製した小麦粉で作るが、生地の製法はインドのパラーターと似ている。

### 旧ソ連の中央アジア5か国
今はそれぞれ独立国となった旧ソ連の中央アジア5か国（ウズベキスタン、カザフスタン、キルギス、タジキスタン、トルクメニスタン）でも、ナンは常食となっている。
ウズベキスタンではサマルカンドのナンが伝統的に一番美味と言われ、サマルカンドのナンは5cmくらいの厚みがあり、中央が深くくぼんでいる（くぼみに装飾を施す場合もある）。堅く焼き上がって、すぐ食べる時には中央のくぼみへバターを置いて多少溶かし、手でナンをちぎると同時にバターもすくいながら食べるのが一般的である。 ウズベキスタンにはナンにまつわる様々な逸話が伝わっており、兵士が出征する前にナンを壁に貼り付け、落ちてしまったら不吉の前兆で、無事出征から帰ったらナンを壁から外して祝う。

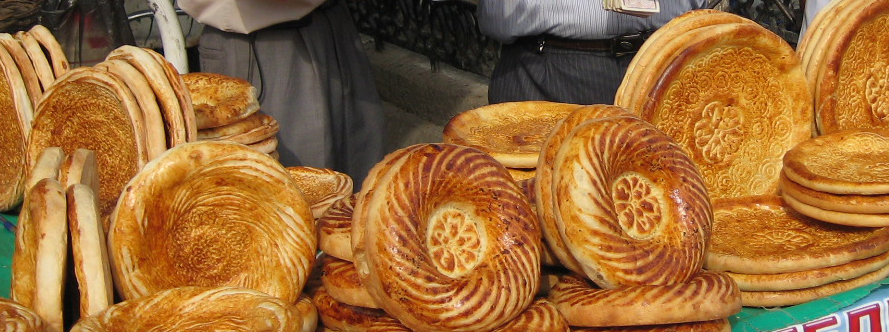
タジキスタンのナン
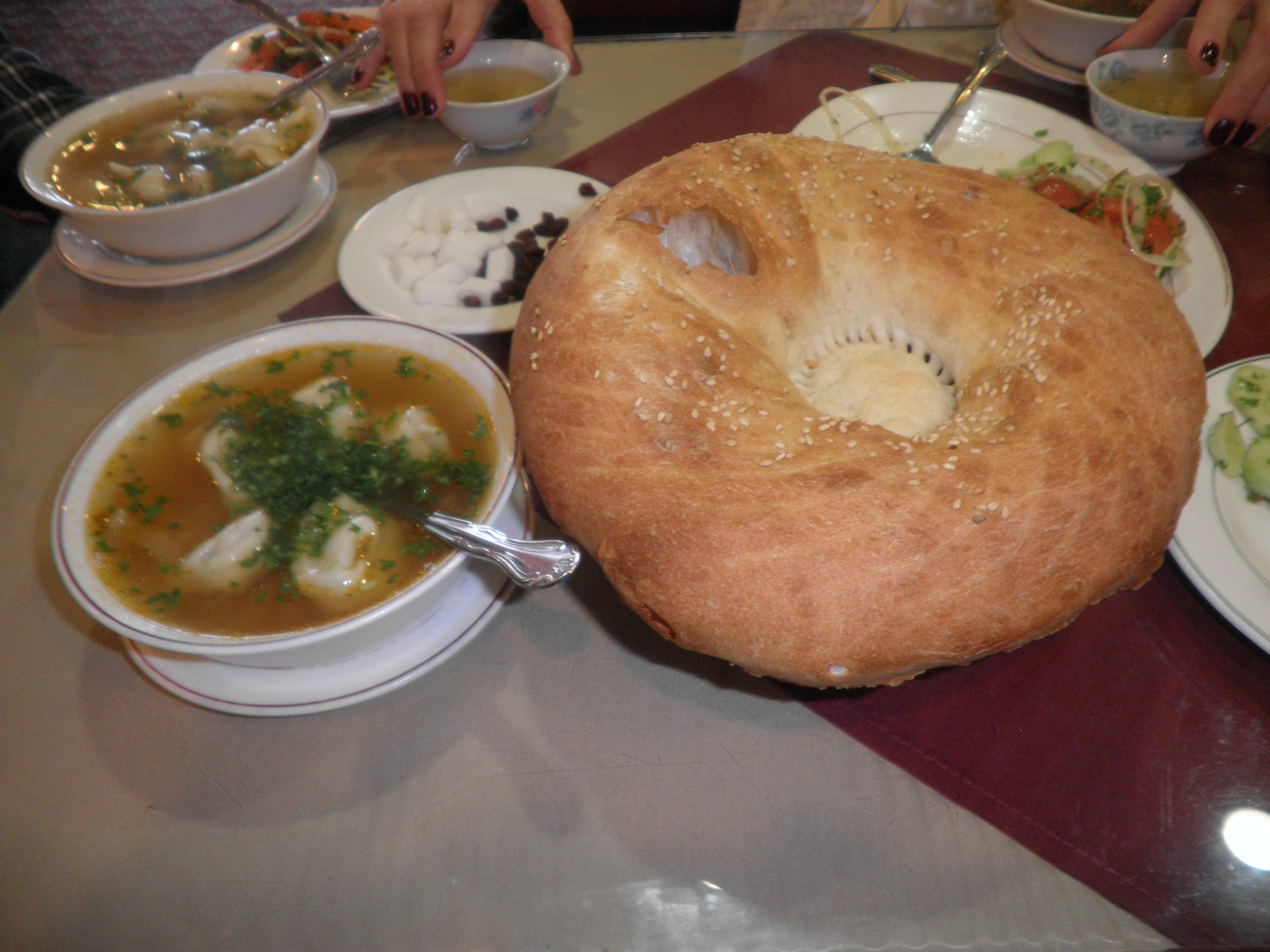
ウズベキスタン・ブハラのナンをスープと一緒に食べる
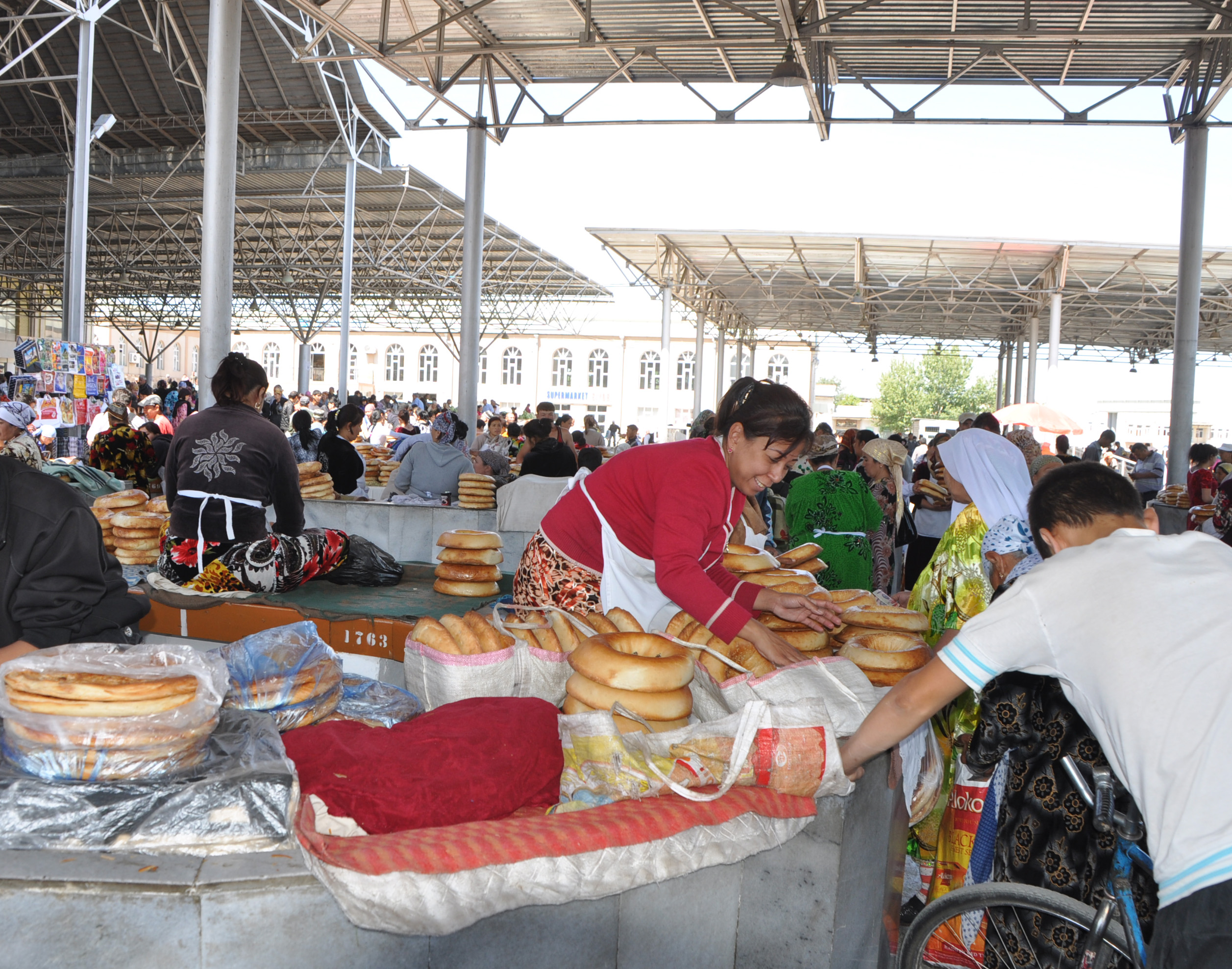
ウズベキスタン・サマルカンドのシヨブ・バザールでナンを売る

### インド

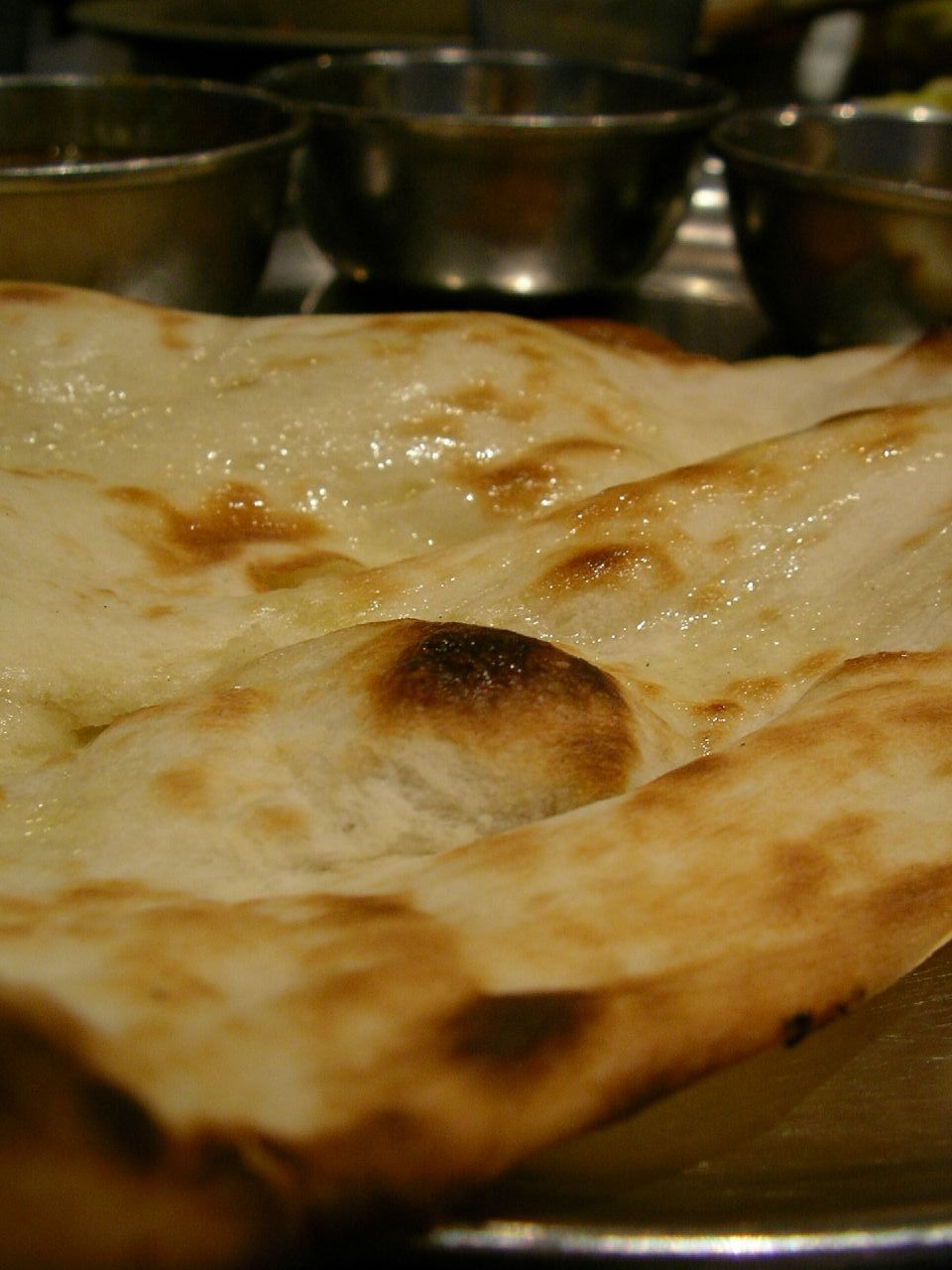
インドのナーン

自然種（小麦などに含まれる野生酵母菌を自然発酵させた種）で発酵させた生地を、へら型に延ばしてタンドゥールと呼ばれる窯の内壁に貼り付けて焼いたもの。精製した小麦粉を使い、生地にヨーグルト、牛乳、少量の砂糖、ギーを加える。厳格な菜食主義者は鶏卵は使用しない。ローティー（パン類の総称）の一種である。
ナーンはインド国外ではインド料理を代表するパンとしてよく知られているが、インドでは大きなタンドゥールを持つ家庭は少なく、精白した小麦粉で作るナーンは贅沢品である。ほとんどのインド人はナーンを日常的に食べることはなく、北インド料理を出す高級料理店で供される程度であり、食文化の異なる南インドではまず供されない。日常的に食べられるのはむしろ少しの燃料とタワー（鉄板）があれば焼ける全粒粉のフラットブレッドの一種チャパティである。

#### 日本などのインド料理店

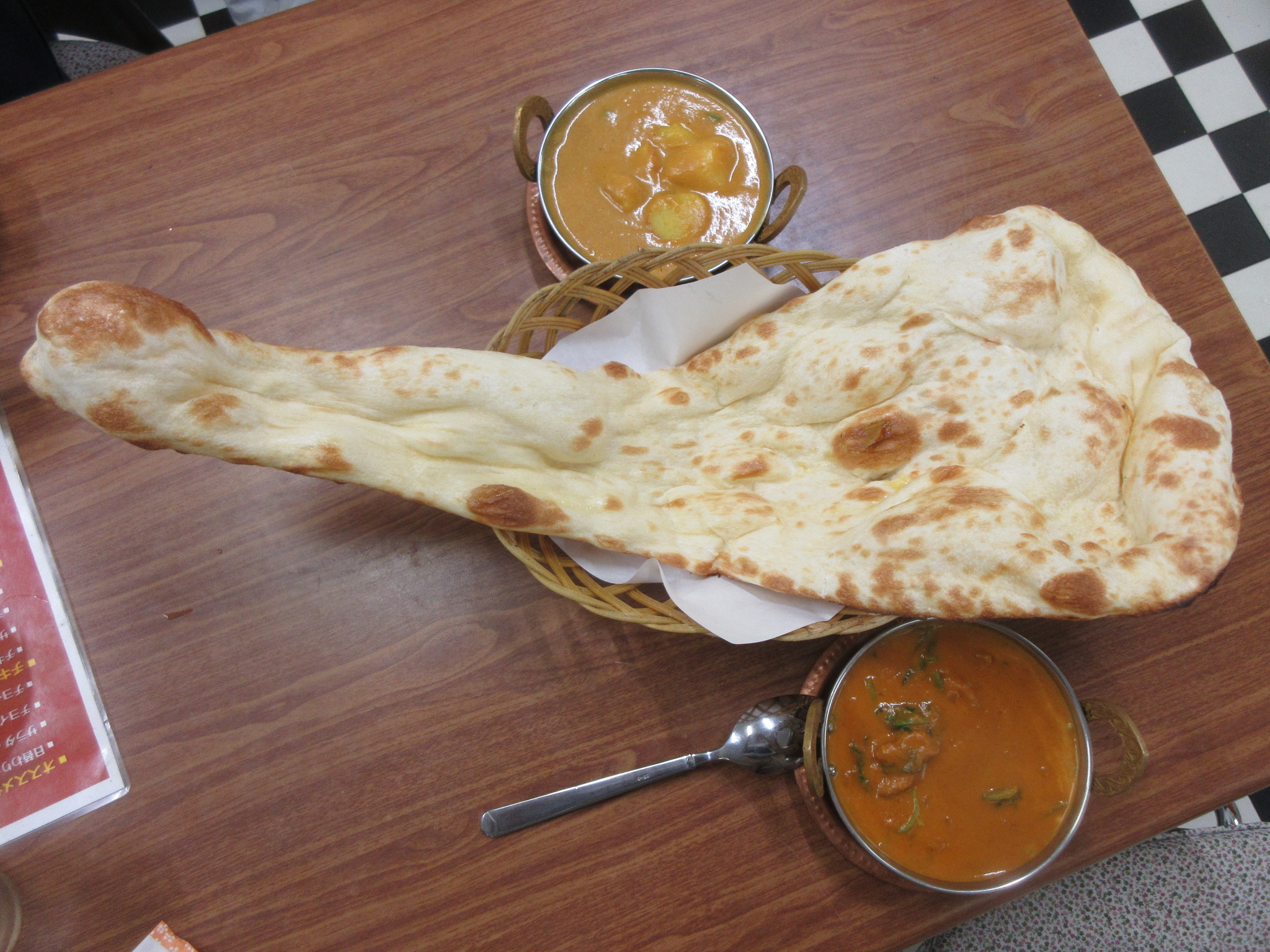
日本のナンとカレー

日本では南インド系の料理店も含め、カレーを食べる際に提供される。米飯との選択制あるいは両方を食べられる店が多く、ナンを好む客が過半数という調査結果もある。タンドゥールはネパールから輸入されるほか、国内でも神田川石材商工（東京都千代田区）が唯一製造している。同社はパン焼き窯の需要が減りつつあったため1968年（昭和43年）にタンドゥールの製造請負を始めた。当時の経営者が、ナンがインド全域で一般的な料理と思って営業し、日本でインド料理店が新たに開業するにつれてナンを出す店も増えた。また客のニーズに応え本場で提供されるものよりも大きく、ふっくらした食感となっている。
生地に様々な食材を練り込んだり（チーズ、ニンニク、タマネギ、ジャガイモ、緑黄色野菜など）、ピザ台とされたりと種類も多様化している。
最近ではファミリーレストランや学校給食、インド料理店以外のカレー専門店の中にもナンを提供する店が多くなった。このため、インド風のナンを焼くために小麦粉などを調整したナンミックスや業務用の冷凍食品も流通している。スーパーマーケットでも家庭用にあらかじめ焼いたナンが冷凍食品として売られている場合も多い。

### パキスタン

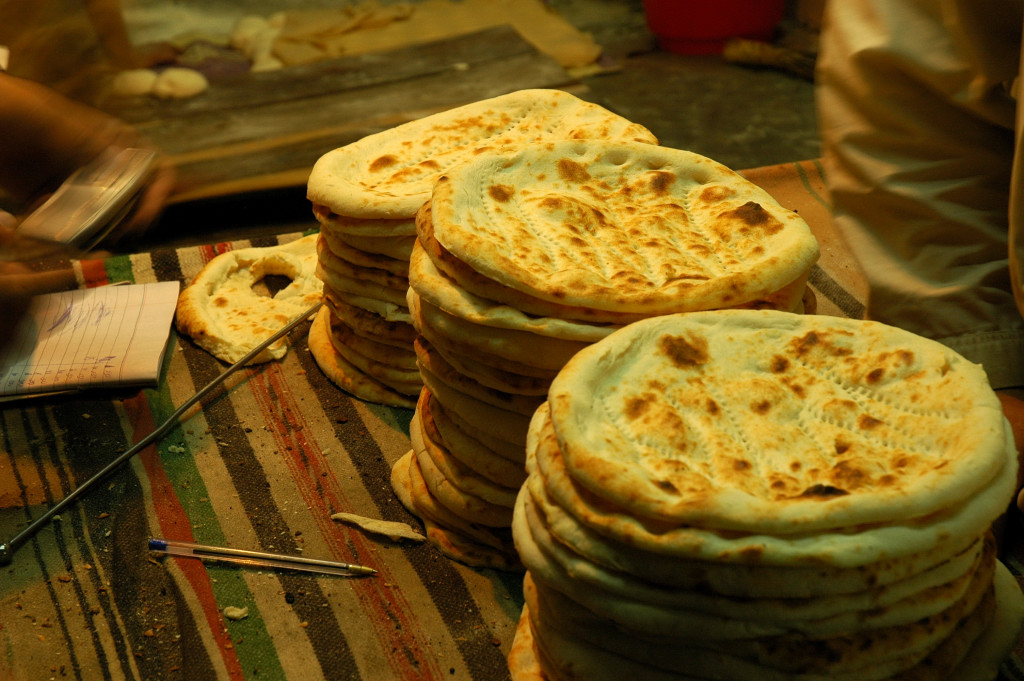
ペシャーワルのナン

ウルドゥー語で「ナーン نان」という。ローティーの一種。インドのナーンと同じようにタンドゥールの中で焼き、焼きたてはふんわりしている。形は丸いものが多く、草履型のものもある。煮込み料理（カレー）を付けたり、すくったりしながら手で食べることが多い。

### 中国

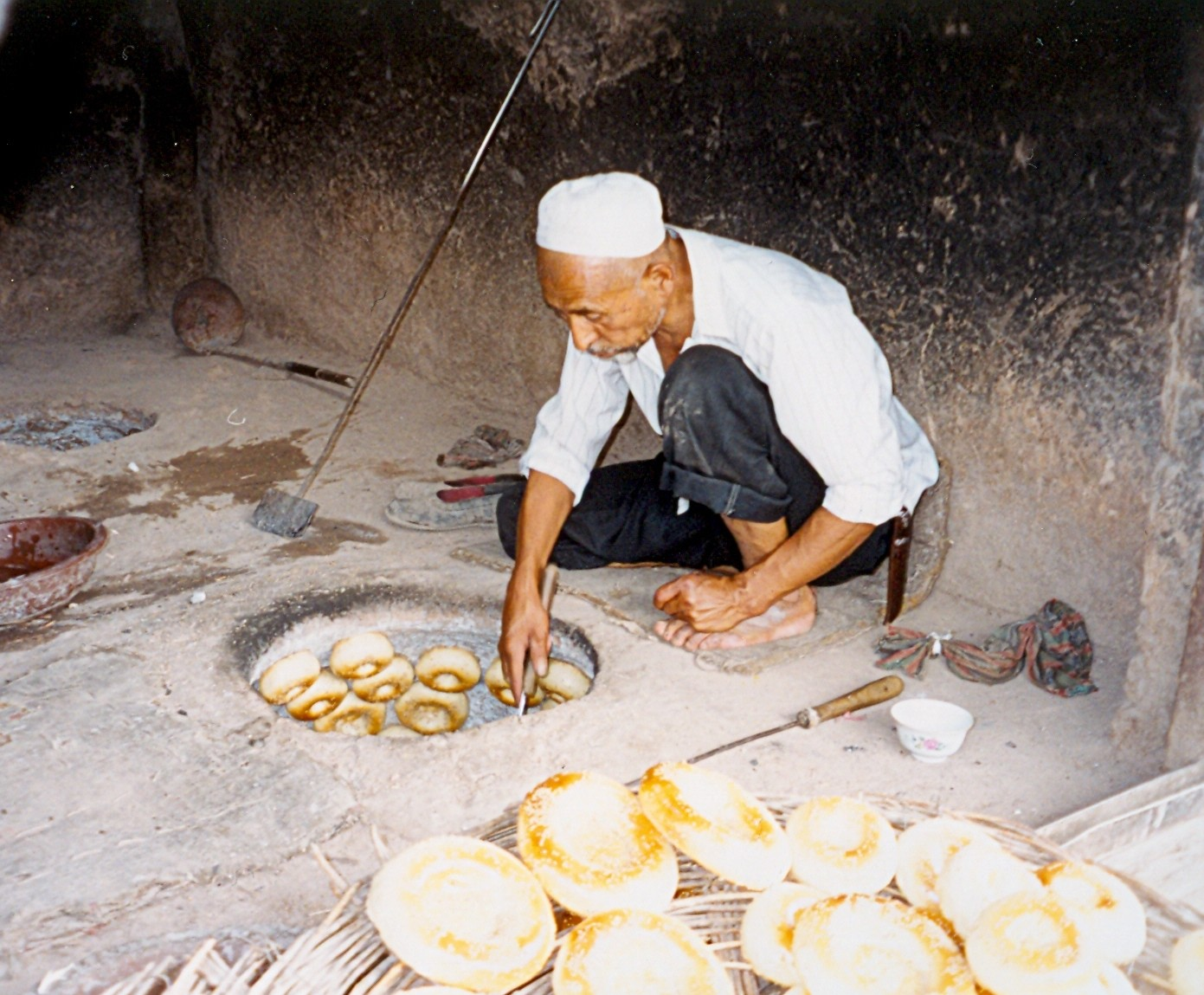
カシュガルのギルデ・ナンを焼く風景

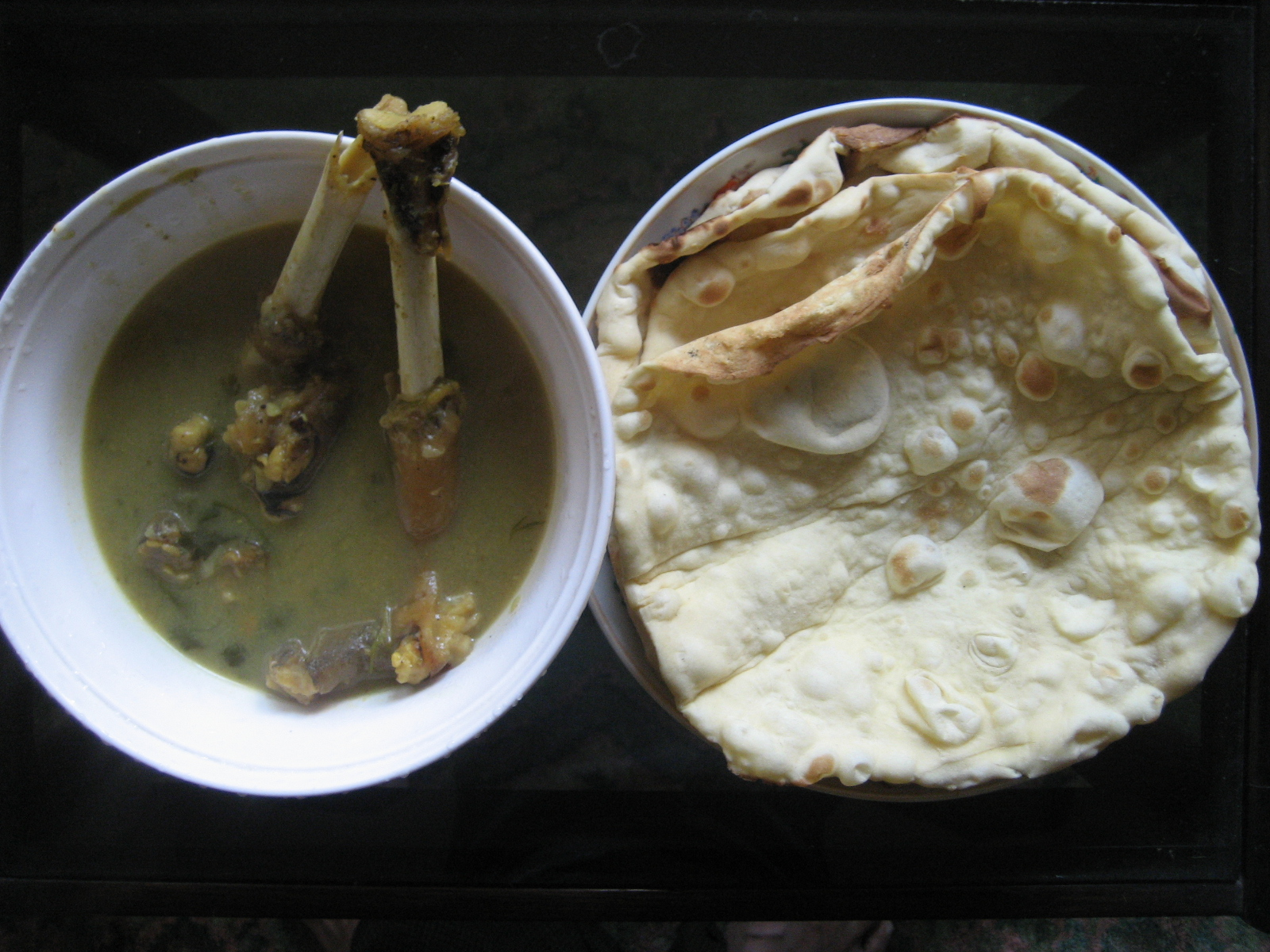
ナーンビャとマトンスープ

中国新疆ウイグル自治区などに住むウイグル人はナン（nan、ウイグル語: نان）、中国語「饢/馕」（拼音: náng ナング）を主食のひとつとして食べている。焼いて作るパンの総称であるが、生地を円盤状にのばし、ゲズネ（gezne、گەزنە）と呼ばれる板を使ってトヌル（tonur、تونۇر）と呼ばれるかまどの内側に貼り付けて焼くものが多い。インドやパキスタンのものと異なり、1cm程度の厚みがあり、しっかりした硬い焼きあがりである。家庭の食卓の上に常時保管され、基本的に茶やスープと共に食べる。硬くなりやすいため、割ってからこれらに漬けて食べることも多い。ウイグルのナンは中国各地の大都市のウイグル料理店や露天商が作って売っており、漢民族や回族などにも消費されている。このためナンを表す漢字「馕」がある。
主な種類は次のとおり。
カクチャ（kakcha、كاكچا）
大きく円盤状のもの
トカチ（toqach、توقاچ）
小さい円盤状のもの
アク・ナン（aq nan、اق نان）
模様を押し入れたもの
ギルデ・ナン（girde nan、گىردە نان）
中央に部分を低くしたもの。ベーグルと多少似ているが、中央部分は穴として貫通してなくて、焼く前に茹でない点がベーグルと異なる
ゴシナン（goshnan、گۆشنان）
羊挽肉を包んだ平たい円盤状のミートパイ。

### ミャンマー
ミャンマーのナンはナーンビャ（naan bya）と呼ばれ、しばしば紅茶やコーヒーと共に朝食として食べられる。